# Gaze (album)
Gaze è l'ottavo album in studio del gruppo musicale britannico The Beautiful South, pubblicato nel 2003.

## Tracce
1. Pretty - 3:19
2. Just a Few Things That I Ain't - 2:47
3. Sailing Solo - 3:17
4. Life Vs. The Lifeless - 3:35
5. Get Here - 3:35
6. Let Go with the Flow - 3:13
7. The Gates - 4:11
8. Angels and Devils - 2:49
9. 101% Man - 3:05
10. Half of Him - 4:27
11. Spit It All Out - 4:08
12. The Last Waltz - 3:55
13. Loneliness - 4:52

## Formazione
Gruppo
- Paul Heaton - voce
- Dave Hemingway - voce
- Alison Wheeler - voce
- Dave Rotheray - chitarra
- Sean Welch - basso
- Dave Stead - batteria

Collaborazioni
- Damon Butcher - piano, tastiera
- Gary Hammond - percussioni
- Tony Robertson - tromba
- Kevin Brown - sassofono
- Gary Wallis - programmazioni